# 赤羽根峠
赤羽根峠（あかばねとうげ）は、岩手県気仙郡住田町上有住と岩手県遠野市上郷町平倉の間にある峠。
赤羽根トンネルが開通するまでは、国道340号が峠を通っていた。

## 概要
旧道は急勾配・急カーブ・幅員狭小であることから、大型車の通行規制は無いが非常に困難である。特に住田町側は町道に格下げ後整備が行き届いておらず、路肩崩落が数箇所発生し事実上大型車は通行不能である。また、冬季間は積雪のため全面通行不能であるが、現道は2車線の赤羽根トンネルが通っているので通年安全な通行が可能である。現道は非常になだらかで幅員も広く、大船渡市から盛岡市、花巻市などの内陸部へ向かう際（またはその逆）に国道107号の荷沢峠の回避路兼内陸部へのアクセス道として大いに役立っている。現道の住田町側の赤羽根トンネル入り口には農産物直売所があり、手前には休憩スペースも確保してある。なお、岩手県道238号遠野住田線の蕨峠（わらびとうげ）が大型車通行不能であるため、その迂回路としても利用されている。

## 標高（現道）
- 住田町側:398m
- 遠野市側:412m

## 赤羽根トンネル

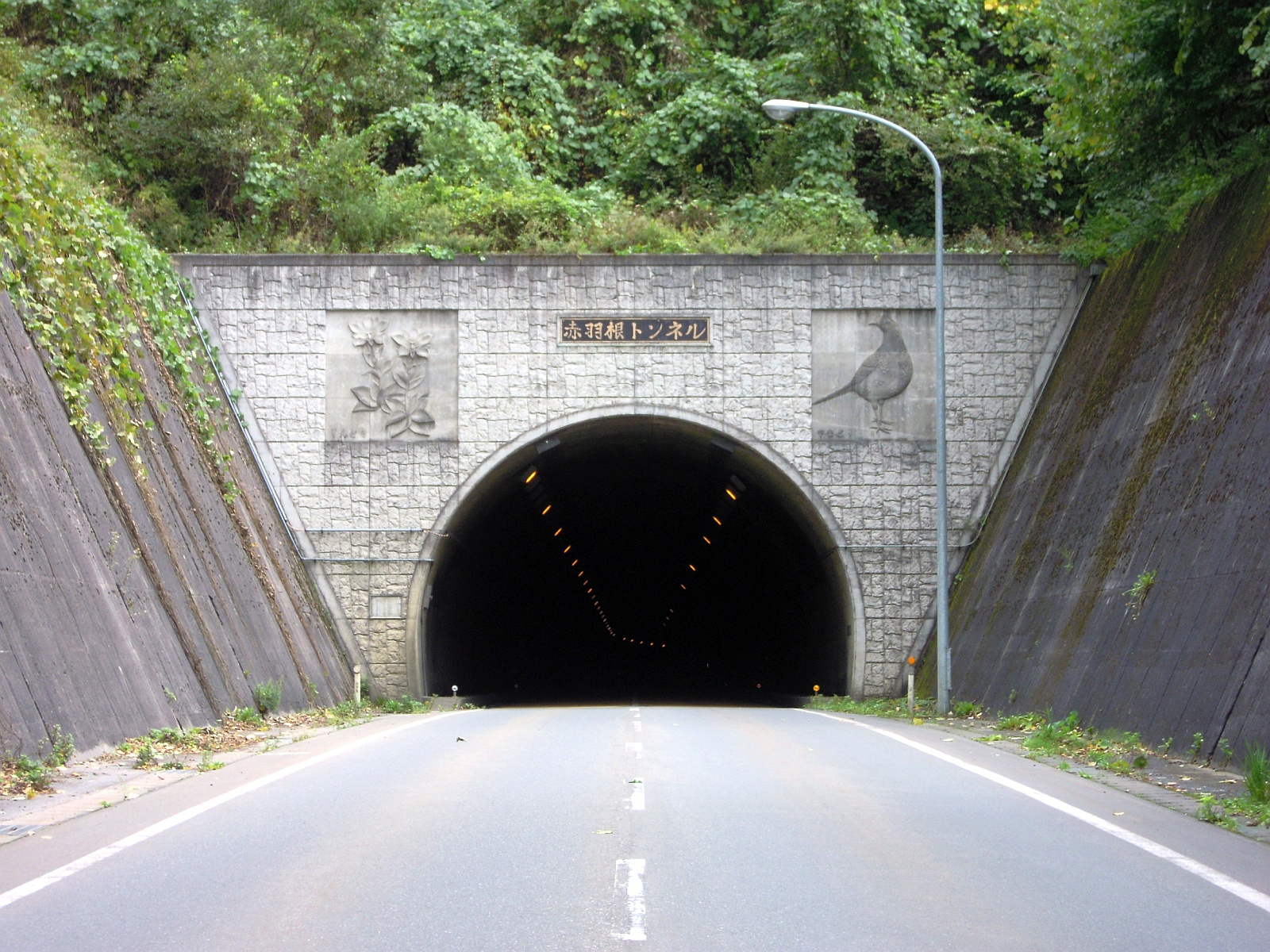
赤羽根トンネルの遠野市側坑口。坑口の左右にあるレリーフは、遠野市の花であるリンドウ（向かって左側。なお、2005年の合併以前の市の花。合併後はヤマユリ）と遠野市の鳥であるヤマドリ（向かって右側）。

- 全長:1998.0m
- 管理者:岩手県